# Jadovnik (Zlatar)
Pour les articles homonymes, voir Jadovnik.
Le mont Jadovnik (en serbe cyrillique : Јадовник) est un sommet de la chaîne du Zlatar, un ensemble de montagnes situé à l'extrême ouest de la Serbie, à proximité de la frontière avec la Bosnie-Herzégovine. Il s'élève à une altitude de 1 732 m, ce qui en fait le second sommet du massif.

## Géographie
Le Jadovnik est situé au sud-est de la ville de Prijepolje et à 15 km de ville de Sjenica. Son point culminant est le pic de Katunić. Il s'étend du nord-ouest au sud est entre la rivière Mileševka (au nord et à l'est), l'Uvac (à l'est) et le Lim (à l'ouest). Il est situé au sud du mont Zlatar proprement dit et au nord-ouest du mont Ozren.
Le mont Jadovnik est également bordé par la route nationale 21, qui, dans ce secteur, va de Prijepolje à Bijelo Polje et par la nationale 8, qui va de Prijepolje à Novi Pazar en passant par Sjenica. Une petite route, parallèle à la nationale 8, longe les gorges de la Mileševska et emprunte le col de Karaula, à 1 305 m. Les villages de Kaćevo et de Milošev Do sont situés sur la montagne.

## Tourisme
Le mont Jadovnik se trouve à proximité des monastères de Pustinja (au nord-ouest), de Mileševa (au nord) et de Davidovica (au sud).